# Anthophora aeneiventris
Anthophora aeneiventris là một loài Hymenoptera trong họ Apidae. Loài này được Hedicke mô tả khoa học năm 1931.